# Alexander Ross Clarke
Alexander Ross Clarke (n. 16 decembrie 1828, Reading - d. 11 februarie 1914, Reigate, South East England) a fost un militar și geodez englez, cunoscut pentru studiile sale privind forma Pământului.

## Biografie
Clarke s-a născut în Reading, în comitattul Berkshire din sud-estul Angliei. Și-a petrecut copilăria în colonie britanică Jamaica, unde părinții săi s-au mutat, până când familia sa s-a reîntors în Anglia. La 1 octombrie 1847 s-a înrolat în Armata Britanică și a fost repartizat în corpul Royal Engineers.

## Legături externe
- en Colonel ALEXANDER ROSS CLARKE, Royal Engineers

1. 1 2  Alexander Ross Clarke, Encyclopædia Britannica Online, accesat în 9 octombrie 2017
2. 1 2  Alexander Ross Clarke, SNAC, accesat în 9 octombrie 2017
3. ↑  Кларк Александер Росс, Marea Enciclopedie Sovietică (1969–1978)[*]